# جيمي فارغاس
جيمي باولا فارغاس غوميز (بالإسبانية: Jeymmy Paola Vargas Gómez)‏ (من مواليد 16 يونيو 1983) عارضة أزياء وممثلة و ملكة جمال كولومبية التي أصبحت ملكة جمال كولومبيا الدولية 2003 ، ورينا إنترناسيونال ديل كافيه 2004 والثالثة الكولومبية التي تفوز بلقب ملكة جمال الدولية 2004. حيث أصبحت ثالث كولومبية وأول امرأة سوداء تفوز بلقب ملكة جمال الدولية. حيث توجت من قبل الفنزويلية ستيلا ماركيز و بولينا غالفيز.

## نشأتها
درست فارغاس علم النفس في جامعة سان بوينافينتورا.

## مسابقة جمال
قبل المشاركة في مسابقة ملكة جمال كولومبيا (المعروفة باسم ملكة جمال كولومبيا) ، كانت ملكة كارتاخينا . حيث تظهر الفتيات من مختلف أحياء المدينة كل صفاتهم ومواقفهم ومهاراتهم لاختيار هذا اللقب، منذ اللحظة الأولى التي حظوا فيها بدعم سكان كارتاخينا، كانت هذه المسابقة حيث أظهروا المدينة بأكملها والطبقة العليا من هو نفسه، الذي كان لديه كل الصفات لتمثيل مدينة كارتاخينا دي اندياس في مسابقة الجمال الوطنية في كولومبيا. شاركت في مسابقة الجمال الوطنية في كولومبيا، في نوفمبر 2003 ، كممثلة لمدينة كارتاخينا ؛ توجت باللقب ملكة جمال كولومبيا الدولية التي وضعتها تلقائيًا مندوبة بلدها كولومبيا للمشاركة في مسابقة ملكة جمال الدولية،

## روابط خارجية
- جيمي فارغاس على موقع IMDb (الإنجليزية)